# Australian Airlines

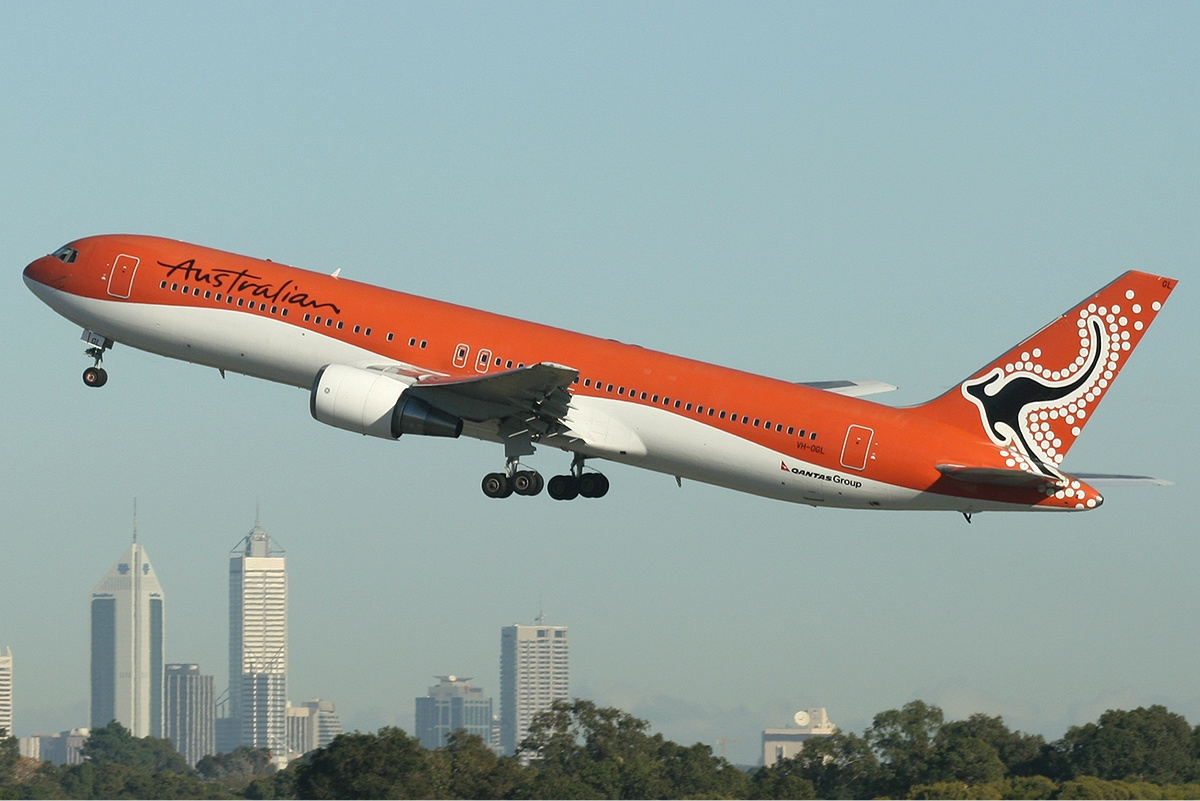
Boeing 767-300ER авиакомпании Australian Airlines, 2006 г.

Australian Airlines — бывшая авиакомпания Австралии со штаб-квартирой в Сиднее, с 2002 по 2006 годы работавшая в сфере регулярных пассажирских перевозок между аэропортами Австралии и странами азиатского региона. Являлась дочерним предприятием флагманской авиакомпании Qantas Airways.
Портом приписки Australian Airlines и её главным транзитным узлом (хабом) являлся международный аэропорт Кэрнса, в качестве дополнительного хаба авиакомпания использовала аэропорт Сиднея.
Australia Airlines эксплуатировала воздушный флот, состоявший из самолётов, пассажирские салоны которых были укомплектованы только экономическим классом.
30 июня 2006 года Australian Airlines прекратила операционную деятельность под собственным брендом, продолжив все коммерческие перевозки в рамках договора «мокрого лизинга» (аренда самолётов вместе с экипажами) с авиакомпанией Qantas. Решение о прекращении использовании торговой марки «Australian Airlines» было принято в пользу дальнейшего развития бренда бюджетного авиаперевозчика Jetstar Airways.

## История
Авиакомпания Australian Airlines была основана в 2001 года и начала операционную деятельность 27 октября следующего года. Первоначально маршрутная сеть компании была сконцентрирована на чартерных перевозках по туристическим направлениям между Квинслендом и аэропортами Японии. В дальнейшем авиакомпания открыла ряд маршрутов в пункты назначения по всей Юго-Восточной Азии. В 2005 году Australian Airlines удостоилась четырёхзвёздочной оценки от авторитетного журнала Skytrax, но уже в следующем году рост цен на топливо и снижение пассажирских потоков привели компанию к убыткам, после чего генеральный директор Qantas Group Джефф Диксон заявил о прекращении использования с июля 2006 года отдельной торговой марки «Australian Airlines» и о дальнейшем развитии коммерческих перевозок авиахолдинга под двумя брендами: «Qantas» и «Jetstar Airways».
Летом 2006 года все самолёты Australian Airlines были перекрашены в ливрею Qantas и поставлены на маршруты ближнемагистральных перевозок и рейсы между Австралией и Тасманией. В апреле 2006 года руководство Qantas подтвердило о ликвидировании бренда Australian Airlines, и 30 июня того же года авиакомпания прекратила полёты под данной торговой маркой. Регулярные перевозки из Кэрнса на лайнерах Boeing 767—300 некоторое время осуществлялись в рамках соглашений с прежней компанией, однако выполнялись уже под брендом Qantas Airways. В конце августа 2007 года все маршруты Australian Airlines полностью перешли в Qantas.

## Финансовые показатели
| Год  | Пассажиров (тыс человек) | Пассажирокилометры (млн) | Вместимость на километры (млн) | Коэффициент загрузки (%) |
| ---- | ------------------------ | ------------------------ | ------------------------------ | ------------------------ |
| 2003 | 272                      | 1538                     | 2602                           | 59,1                     |
| 2004 | ▲705                     | ▲3485                    | ▲5148                          | ▲67,7                    |
| 2005 | ▲812                     | ▲3906                    | ▲5646                          | ▲69,2                    |
| 2006 | ▼705                     | ▼3553                    | ▼5257                          | ▼67,6                    |

## Маршрутная сеть
На момент прекращения операционной деятельности маршрутная сеть авиакомпании Australian Airlines включала в себя следующие пункты назначения:
- Австралия
  - Кэрнс — международный аэропорт Кэрнс (хаб)
  - Дарвин — международный аэропорт Дарвин
  - Голд-Кост — аэропорт Голд-Кост
  - Мельбурн — аэропорт Мельбурн
  - Перт — аэропорт Перт
  - Сидней — аэропорт Сиднея (дополнительный хаб)
- Гонконг
  - международный аэропорт Гонконг
- Индонезия
  - Денпасар — международный аэропорт Нгурах-Раи
- Япония
  - Фукуока — аэропорт Фукуока
  - Нагоя — международный аэропорт Тюбу
  - Осака — международный аэропорт Кансай
  - Саппоро — аэропорт Нью-Титосэ
- Малайзия
  - Кота-Кинабалу — международный аэропорт Кота-Кинабалу
- Сингапур
  - Сингапур — международный аэропорт Чанги
- Китайская Республика
  - Тайбэй — международный аэропорт Тайвань Таоюань

## Флот
В августе 2006 года авиакомпания Australian Airlines эксплуатировала следующие самолёты:
- Boeing 767-300ER — 5 единиц (регистрационные номера VH-OGV и с VH-OGI по VH-OGL)